# كينغيرو ياماشيتا
كينغيرو ياماشيتا (باليابانية: 山下健二郎؛ بالكانا: やました けんじろう) هو راقص ياباني، ولد في 24 مايو 1985 في كيوتو في اليابان.

## وصلات خارجية
- الموقع الرسمي